# Paradarisa nigrescens
Paradarisa nigrescens är en fjärilsart som beskrevs av Barend J. Lempke 1970. Paradarisa nigrescens ingår i släktet Paradarisa och familjen mätare. Inga underarter finns listade i Catalogue of Life.